# Deso Dogg
Deso Dogg (18. října 1975, Západní Berlín - 17. ledna 2018, Dajr az-Zaur, Sýrie), rodným jménem Denis Mamadou Gerhard Cuspert, později známý také jako Abu Malik a Abu Talha al-Almání, byl německý rapper tmavé pleti, který podepsal spolupráci s vydavatelem Street Life Entertainment. Během své aktivní hudební kariéry vydal celkem tři alba, v roce 2006 Schwarzer Engel, v roce 2008 Geeni'z a poslední album Alle Augen auf mich v roce 2009. Přibližně po dvou letech od ukončení své hudební kariéry odjel bojovat do Sýrie proti vládě Bašára al-Asáda jako bojovník Islámského státu.

## Život
Denis Cuspert se narodil v západoberlínské čtvrti Kreuzberg německé matce a otci, který pocházel z Ghany. Otec od rodiny odešel, když byl Cuspert ještě dítě a vyrůstal tedy jen s matkou, ta si později našla nového přítele, amerického důstojníka, s kterým měl Cuspert časté problémy a hádky. V roce 1995 zahájil svou hudební kariéru, jeho tvorbu ovlivňovaly rodinné problémy, pouliční problémy. V jeho videoklipech lze vidět značnou propagaci násilí např. klip Wilkommen In Meiner Welt. Sám jako mladistvý měl problém se zákony a trávil jistý čas v ústavu pro mladistvé. V roce 2002 přijal svůj pseudonym Deso Dogg a začal nahrávat ve spolupráci se známějšími umělci. V roce 2004 byl několikrát zatčen pro různé trestné činy a měl si odsloužit svůj trest ve věznici Tegel.
Po propuštění z vazby se snažil spolupracovat s umělcem Montanou z Montana Beats a s produkčním Deanem Dawsonen ze Streetlife Entertainment. V roce 2005 se zúčastnil turné společně americkým rapperem DMX. Poté měl psychické problémy a ustoupil do ústraní, sám tvrdil, že jeho situace byla dost nestabilní a riskoval návrat do vězení.

## Konverze k islámu a problémy v Německu
Po automobilové nehodě, kdy málem přišel o život, ukončil svou hudební kariéru a konvertoval k islámu pod novým jménem Abou Maleeq. Stal se také zároveň členem několika radikálních islamistických skupin. Pozornost na sebe začal poutat, když veřejně podporoval různé islamistické skupiny bojující proti vládám (Afghánistán, Irák, Sýrie nebo Čečensko).
Jeho problémy v Německu začaly poté, co na serveru YouTube zveřejnil video s nelegálně drženou zbraní jako Abou Maleeq. Dne 18. srpna 2011 byl shledán vinným a byla mu uložena pokuta ve výši 1800 eur. Poté, co byl zadržen pachatel vraždy amerických letců v Německu, byl tento čin zdůvodněn tak, že ho k tomuto jednání inspirovaly slova Cusperta. Ten pro své názory a podporu radikálních islamistických skupin nenacházel v Německu pochopení a odstěhoval se do Egypta, odkud krátce poté odešel bojovat do Sýrie na stranu povstalců.

## Účast v Sýrii po boku džihádistů
V roce 2013 se objevil ve videu a tvrdil, že je v rámci džihádu na misi v Sýrii a bojuje s opozičními silami proti vládním silám loajálním k prezidentovi Bašáru Al-Asadovi. Jako džihádistický bojovník v Sýrii přijal nové jméno Abu Talha Al-Almani.
V září 2013 byl v Sýrii údajně zraněn při leteckém útoku. Spekulace v médiích o jeho smrti během leteckého úderu se ukázaly jako mylné. Deso Dogg i nadále publikoval videa na serveru YouTube a on-line zprávy v němčině o svých aktivitách, včetně své obhajoby aktivní účasti na džihádu a pro uzákonění práva šaría.
V listopadu 2013 německé úřady vydaly varování vycházející ze Spolkového kriminálního úřadu a zveřejněné prostřednictvím ministerstva zahraničních věcí (Auswärtiges Amt), o možném útoku Cusperta proti německým institucím sídlícím v Turecku. Varování, které zveřejnil německý deník Die Welt uvádělo, že podle německého ministerstva zahraničí je možné, že „Cuspert použije vozidlo naplněné výbušninou.“ Ve zveřejněném videu Denis Cuspert popíral, že měl někdy takové plány proti Turecku nebo institucím v Turecku,“ a dodal, že Německo nebylo jeho „cílem v oblasti útoků“.
V Sýrii se údajně stal členem islamistické organizace Islámský stát v Iráku a Levantě (ISIL). Na konci dubna 2014 se v médiích objevila informace, že měl být zabit při sebevražedném bombovém útoku, který měla na mít svědomí jiná znepřátelená povstalecká skupina, Fronta an-Nusrá. Informace o jeho smrti se objevily i na nejrůznějších islamistických fórech. Nedlouho poté však jiné zdroje i sám Cuspert zprávu o úmrtí dementovali. V únoru 2015 byl americkým ministerstvem zahraničí zařazen na seznam významných teroristů. 16. října 2015 byl Cuspert podle zpráv Ministerstva obrany USA zabit při americkém náletu poblíž syrské Rakky. V srpnu 2016 Pentagon tuto informaci dementoval a uvedl, že Cuspert americký nálet u města Rakka přežil.

## Diskografie

### Alba
- 2006: Schwarzer Engel
- 2008: Geeni'z (s Jasha)
- 2009: Alle Augen auf mich

### Mixy
- 2006: Murda Cocctail Volume 1 (Mixtape)

### Jiné
- 2006: Willkommen in meiner Welt
- 2007:Afrikana
- 2007: Gast ist König... (Nejlepší-skladba)

Společné album
- 2006: "Am abzug" (Fler a Deso Dogg)